# Gabinete Briand VI
O Gabinete Briand VI foi o ministério formado por Aristide Briand em 12 de dezembro de 1916 e dissolvido em 17 de março de 1917. Foi o 61º gabinete da Terceira República Francesa, sendo antecedido pelo Gabinete Briand V e sucedido pelo Gabinete Ribot V.

## Contexto
Em 25 de dezembro de 1916, no início do sexto governo de Aristide Briand, o novo ministro da Guerra, o general Hubert Lyautey, era a favor da retomada de uma estratégia ofensiva. Contudo, no meio da guerra, ocorreu um incidente entre o general e a Assembleia Nacional Francesa, a respeito de um debate sobre aviação militar, e Briand foi forçado a renunciar em 14 de março de 1917.
O Presidente da República, Raymond Poincaré, inicialmente escolheu Paul Deschanel, presidente da Assembleia, para se tornar o novo Presidente do Conselho de Ministros, mas foi Alexandre Ribot, ministro das Finanças, quem acabou por suceder Briand.

## Composição

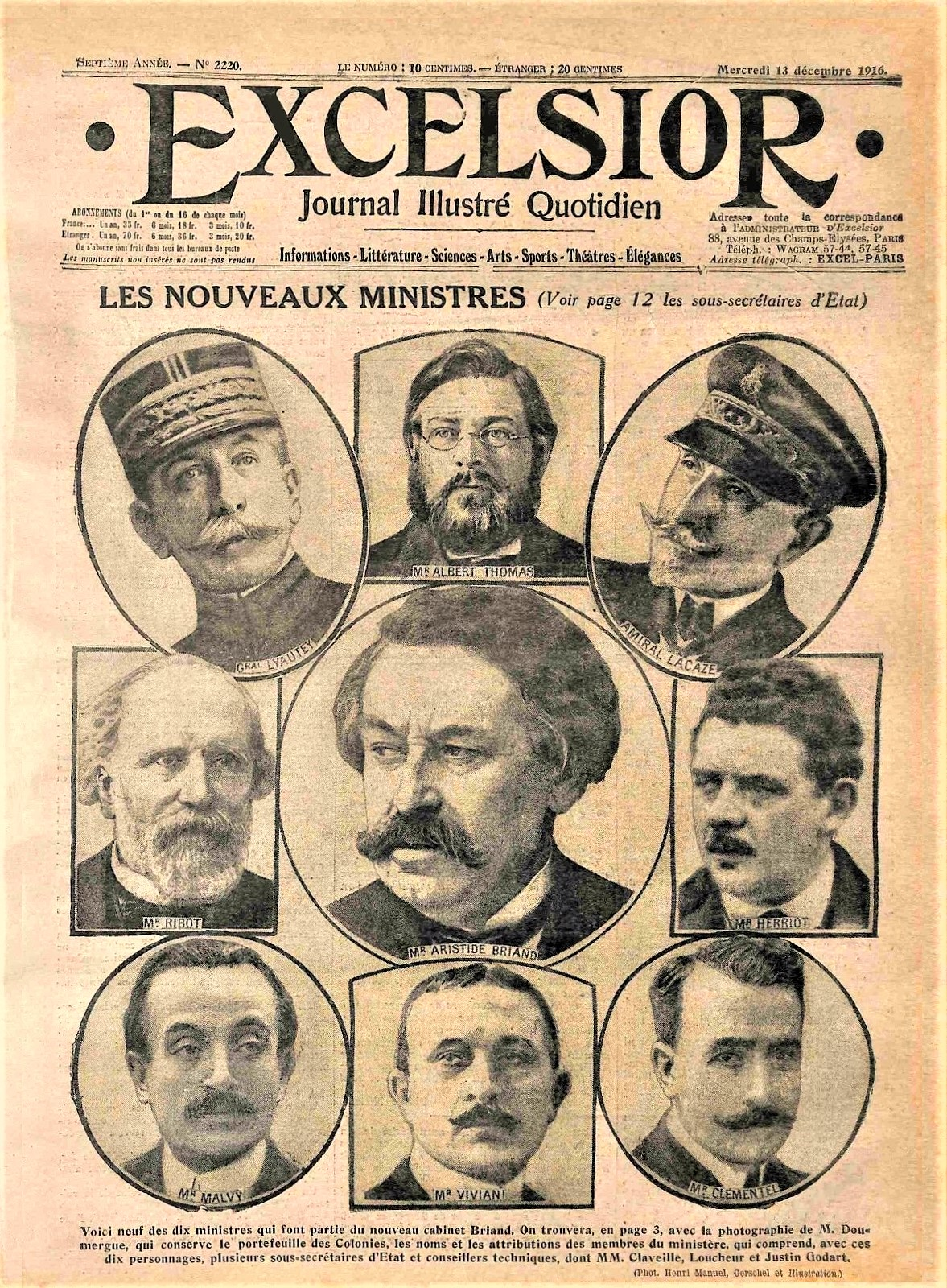
O 6º Gabinete Briand em fotomontagem de 1916.

- Presidente da República: Raymond Poincaré
- Presidente do Conselho de Ministros: Aristide Briand
- Ministro dos Estrangeiros: Aristide Briand
- Ministro da Justiça, Instrução Pública e Belas Artes: René Viviani
- Ministro do Interior: Louis Malvy
- Ministro da Guerra: Hubert Lyautey; Lucien Lacaze
- Ministro das Finanças: Alexandre Ribot
- Ministro da Marinha: Lucien Lacaze
- Ministro das Obras Públicas, Transporte e Abastecimento: Édouard Herriot
- Ministro do Comércio, Trabalho, Agricultura, Indústria, Correios e Telégrafos: Étienne Clémentel
- Ministro das Colônias: Gaston Doumergue
- Ministro de Armamentos e Manufaturas de Guerra: Albert Thomas